# BVVV L típus
A BVVV L típusú motorkocsik a Schlick által gyártott villamos motorkocsik. 1913-ban bukkantak fel először a budapesti síneken. 1963-ban ikerkocsikká alakították őket. 1980-ban selejtezték az utolsót.

## Története

### BVVV-korszak
A Budapest Városi Villamos Vasút 1913-ban összesen 65 darab kéttengelyes kocsit rendelt a Schlicktől, 1913-ban 50 darab érkezett belőle, ezeket a 436–485 pályaszámcsoportba sorolták. 1914-ben további 15 darab érkezett, azonban a háború miatt nem tudták felszerelni őket elektromos berendezésekkel, ezért csak 1924–25-ben állhattak forgalomba, ezek a 486–500 pályaszámcsoportba kerültek volna.

### BSzKRt-korszak
Az első 50 darab kocsi a 2900-as, míg az 1914-es gyártmányú kocsik a 3000–3014 pályaszámcsoportba kerültek. A BSzKRt alatt történt legnagyobb változtatás az, hogy az eredeti D 84 W motorjukat átépítették, és így körülbelül 60 lóerőre duzzadt a motorkocsi teljesítménye. Először 1934-ben építették át kísérletképpen, de 1937-től kezdve minden kocsiban átépítették a motorokat. A kocsik színezése nem változott jelentősen, ennek az az oka, hogy a BEVV (Budapesti Egyesített Villamos Vasutak) és a BSzKRt szakembereinek nagy része a BVVV-nél dolgozott. Az összes kocsinak sikerült épen átvészelnie a második világháborút. A BSzKRt 1949-es megszűnése után az FVV-hez kerültek.

### FVV-korszak
Az 50-es években a Q típus leváltására és a acélvázasítás miatt hiányzó ezresek pótlására 1956-ban 21 darab 2900-ast alakítottak hegyipályásra. Ezek a kocsik az 58-as és az 59-es villamos vonalán szólóban, míg az 56-oson pótkocsival közlekedtek, miután végeztek az V típus acélvázasításával, visszakerültek a pesti vonalakra. A 60-as évek elején kezdtek eltűnni a hurokvágányok a belvárosban, így egyre nehezebb volt a pótkocsis közlekedés, és nagy kapacitású járművekre volt szükség, ezért az FVV 1961-ben úgy döntött, hogy ikerkocsikká alakítja a 2900-asokat. A 2900-asok 2950-2999 pályaszámcsoportba kerültek. Az ikresítés által kinyert BSzKRt 935-ös motorokat a lőrinci ikerkocsikba tették, azoknak a motorjait csuklós villamosokhoz használták fel. 1966-ban a 3000-es sorozat sem kerülhette el az ikresítést, így a 3050-3065 pályaszámcsoportba kerültek, 1968-ra minden kocsit ikresítettek. A 2900-asok a 60-as években jellegzetesen a két köztemetői vonalon (28, 37) közlekedtek.

### BKV-korszak
A 70-es években a két típus a Ferencváros kocsiszín által kiadott vonalakon közlekedett (13, 20, 23, 30, 31, 51). Az ikerkocsik selejtezése 1977 és 1980 között történt meg. Az utolsó 2900-as villamosokat 1980. június 17-én, az utolsó 3000-eseket június 18-án selejtezték.

## Amszterdami nosztalgiakocsi

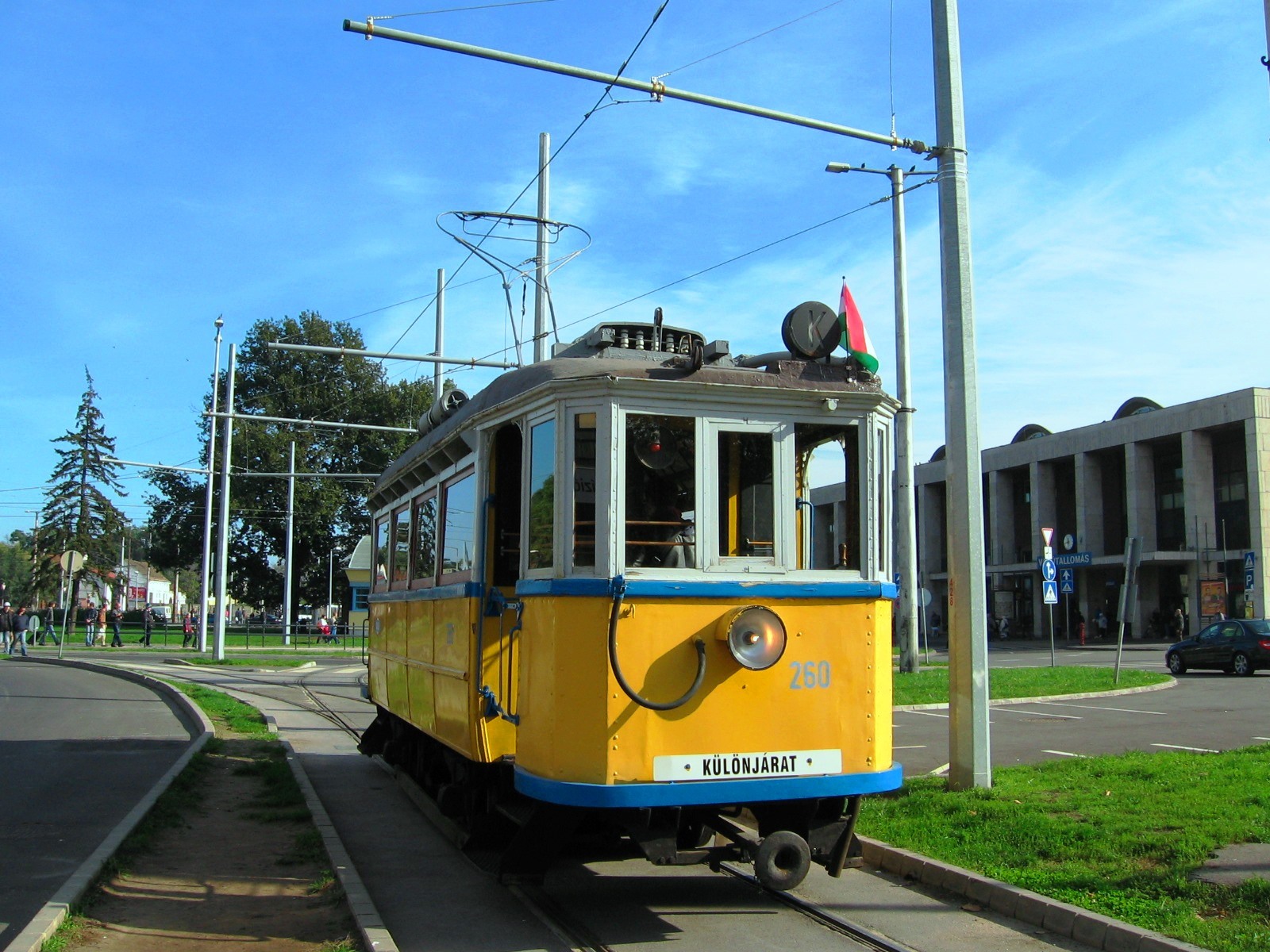
A 260-as nosztalgiakocsi Debrecenben a Nagyállomásnál

1976 augusztusában egy csapat holland villamosbarát jött felderíteni Budapest villamosvonalait és már az első látogatásukkor szerettek volna egy budapesti villamost. Terv szerint egy UV-t vagy egy 1700-ast szereztek volna, de mind a kettőnél elbuktak.
1982-ben a UITP (Nemzetközi Tömegközlekedési Szövetség) rotterdami ülésén a holland villamosbarátok tudtak beszélni Daczó Józseffel, a BKV akkori vezérigazgatójával és meg tudták neki mutatni az amszterdami múzeumvonalat, ekkor Daczó József megengedte nekik, hogy vegyenek egy fa- és egy acélvázas villamost. A 2900-ast korábban filmforgatáshoz használták; mivel előtte ikerkocsi volt, ezért az egyik vezetőállását újra kellett építeni, ez azonban nem működött megbízhatóan, ezért Amszterdamban nem túl gyakran használták. Miután az acélvázas kocsit megkapták, a 80-as évek közepén Amszterdamba szállították. A 2964-es ott közlekedett a 21. század elejéig; az új vezetőség háttérbe szorította a két budapesti járművet a többi külföldivel együtt. Ez a kocsi több tulajdonoshoz került, majd a 2624-es Magyarországra szállítása után egyre sürgősebben kellett egy új tulajdonos, aki átveszi a kocsit. Budapestnek nem kellett, de Debrecen pont ilyen kocsit keresett, így a VEKE közvetítésével Debrecenbe szállították és felújították, ott 260-as pályaszámon nosztalgiavillamos lett.

## 436-os kocsi
Az eredetileg 436-os pályaszámú kocsit 1980-ban selejtezték, majd 1987-re, a budapesti villamosközlekedés megindulásának 100. évfordulójára eredeti állapotára újították fel. Rövid ideig közlekedett nosztalgiaforgalomban, majd a Városi Tömegközlekedési Múzeumban állították ki. 2012-ben, a villamosközlekedés 125. évfordulóján ismét közlekedett, azóta rendszeresen részt vesz nosztalgiajáratokon. Ferencváros kocsiszínben tárolják.

## Érdekességek
- 1931-ben a 3006-os és 3007-es motorkocsikból és az 5214-es pótkocsiból egy távkapcsolású szerelvényt állított össze a BSzKRt. A szerelvényt a Nagykörútra szánták, azonban a váltók akkoriban nem voltak reteszelve a aláváltás ellen, így ez a szerelvény csak korlátozásokkal közlekedhetett Budapesten. Mivel a Nagykörúton bevezették a két pótkocsis közlekedést, ezért a szerelvényt 1936 és 1941 között visszaalakították két motorkocsivá és egy pótkocsivá.
- A 2859-es pályaszámú K típusú motorkocsit 1968-ban ikresítették a 3001-es motorkocsival, az új pályaszáma 3065 lett.